# 1896 v dopravě
Tento článek obsahuje seznam událostí souvisejících s dopravou, které proběhly roku 1896.

## Květen
- 2. května

 Byl zahájen provoz na první lince metra v Budapešti.

## Neurčené datum
Do provozu byla uvedena železniční zastávka Blanice na trati Číčenice – Nové Údolí.